# محمد نیرومند

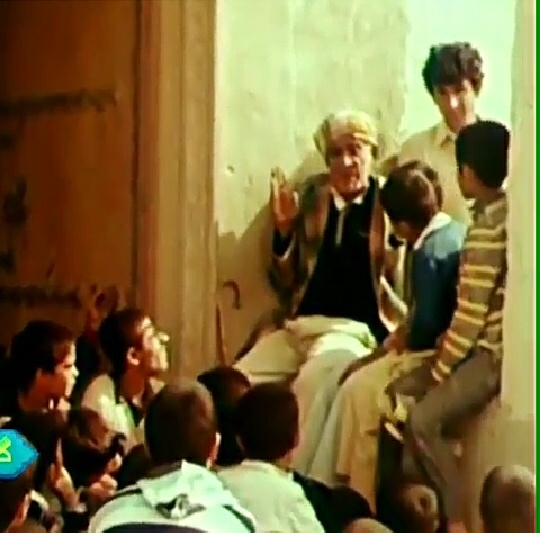
محمد نیرومند

محمد نیرومند معروف به حاج محمد نیرو (زادهٔ ۸ اسفند ۱۲۸۴ در دلوار تنگستان درگذشت ۱۴ مرداد ۱۳۶۲ در دلوار) فرزند سردار حاج احمد نیرومند از همرزمان رئیس علی دلواری است. وی شاعر و جنگنامه‌خوان بود و به عنوان مشهورترین جنگنامه‌خوان از وی یاد می‌شود وی دارای مدرک تحصیلی دیپلم ادبیات فارسی و از افراد تحصیل کردهٔ دلوار بود و به علت شغلش که ناخدای لنج تجاری بود و مراوداتی که با دیگر کشورها داشت به زبان انگلیسی و عربی تسلط کامل داشته و در زمان خود تلاش زیادی برای گسترش نام رئیس‌علی دلواری و قیام دلیران تنگستان نمود تا آنجا که به علت بی سوادی مردم یا به عمد قصد تخریب منزل رئیس علی دلواری را داشتند، جلوی این امر را گرفت. او اکثر جنگنامه‌ها را خود به سبک شاهنامه نوشته و می‌خواند وی شاهنامه و دیوان سعدی و دیوان حافظ را حفظ بود و چون که از خویشان رئیس علی دلواری بود و در تبلیغ و شناساندن قیام تنگستان و رئیس علی دلواری نقش مهمی را داشت. وی اولین همایش جنگنامه خوانی را در تهران برای شناساندن قیام تنگستان برگزار نمود و برای نخستین بار نام رئیس علی دلواری به سر زبانها آمد.